# بژوزوو (شهرستان سوکوووف)
بژوزوو (به لهستانی:  Brzozów) یک روستا در لهستان است که در گمینا سوکوووف پودلاسکی واقع شده‌است. بژوزوو ۱۷۷ نفر جمعیت دارد.